# Ribonucléase pancréatique
La ribonucléase pancréatique est une hydrolase qui catalyse le clivage endonucléolytique des nucléosides-3’-phosphates et des 3’-phospho-oligonucléotides se terminant par une cytidine monophosphate ou une uridine monophosphate avec formation d'un intermédiaire cyclique 2’,3’-monophosphate. Cette enzyme est capable de dérouler la double hélice d'ADN en se complexant avec un brin d'ADN monocaténaire à l'aide de liaisons salines entre résidus de lysine et d'arginine de la protéine et groupes phosphate des nucléotides.

## Enzymes notables de la famille des ribonucléases pancréatiques
La ribonucléase pancréatique bovine, couramment appelée ribonucléase A, est la plus connue des enzymes de cette famille. Particulièrement stable et facile à purifier, elle a servi de modèle pour l'étude du repliement des protéines, la formation des ponts disulfure, les études par cristallographie et spectroscopie, ainsi que pour la dynamique des protéines (en).
Parmi les autres enzymes de cette famille, on trouve :
- les ribonucléases du cerveau et de la vésicule séminale bovines ;
- les ribonucléases non sécrétées des reins[3] ;
- les ribonucléases du foie[4] ;
- l'angiogénine, qui induit la vascularisation des tissus sains comme malins ;
- la protéine cationique des éosinophiles[5], une cytotoxine et helminthotoxine dotée d'une activité ribonucléase ;
- la ribonucléase du foie de grenouille ;
- la lectine de grenouille se liant à l'acide sialique.

La séquence peptidique des ribonucléases pancréatiques contient quatre ponts disulfure conservés et trois résidus d'acides aminés impliqués dans l'activité catalytique.

## Cytotoxicité
Certaines enzymes de la famille des ribonucléases pancréatiques présentent un effet cytotoxique. Les cellules de mammifères protégés de ces effets grâce à leurs inhibiteurs de ribonucléases, qui possèdent une affinité très élevée pour ces enzymes, formant avec elles des complexes qui les inactive afin de protéger l'ARN cellulaire de la dégradation par les ribonucléases pancréatiques. Lorsqu'elles ne sont pas inactivées par un inhibiteur de ribonucléase, les ribonucléases pancréatiques sont pratiquement aussi toxiques que l'α-sarcine (ARNr endonucléase), la toxine diphtérique ou encore la ricine.
Deux ribonucléases pancréatiques isolées d'ovocytes de grenouille léopard, l'amphinase et l'onconase/ranpirnase, ne sont pas inactivées par l'inhibiteur de ribonucléase, de sorte qu'elles présentent une cytotoxicité différentielle contre les cellules cancéreuses. L'onconase/ranpirnase a été étudiée en phase III d'essais cliniques comme traitement contre le mésothéliome, mais sans démontrer l'efficacité escomptée.